# Euclasta condylotricha
Euclasta condylotricha är en gräsart som först beskrevs av Ernst Gottlieb von Steudel, och fick sitt nu gällande namn av Otto Stapf. Euclasta condylotricha ingår i släktet Euclasta och familjen gräs. Inga underarter finns listade i Catalogue of Life.